# Kazahstanul meu
„Kazahstanul meu” (în limba kazahă: Menıñ Qazaqstanym) este imnul național actual al Kazahstanului, adoptat pe 7 ianuarie 2006. Este bazat pe cântecul cu același nume scris în 1956, muzica de Shámshi Qaldaıaqov (Шәмші Қалдаяқов) și versurile de Jumeken Nájimedenov (Жұмекен Нәжімеденов). Acest nou imn a înclocuit primul Imn al Republicii Kazahstan, folosit imediat după proclamarea independenței. Versurile originale au fost modificate de Nursultan Nazarbaev, Președintele Kazahstanului.

## Versuri

### Versurile kazahe
| În alfabetul latin | În alfabetul chirilic | În alfabetul persano-arab | Transcriere fonetică (AFI) |
| --- | --- | --- | --- |
| Altyn kün aspany, Altyn dän dalasy, Erlıktıñ dastany – Elıme qarașy! Ejelden er degen, Dañqymyz șyqty ğoi, Namysyn bermegen, Qazağym myqty ğoi! Qaiyrma: Menıñ elım, menıñ elım, Gülıñ bolyp egılemın, Jyryñ bolyp tögılemın, elım! Tuğan jerım menıñ — Qazaqstanym! Ūrpaqqa jol așqan, Keñ baitaq jerım bar. Bırlıgı jarasqan, Täuelsız elım bar. Qarsy alğan uaqytty, Mäñgılık dosyndai. Bızdıñ el baqytty, Bızdıñ el osyndai! Qaiyrmasy | Алтын күн аспаны, Алтын дән даласы, Ерліктің дастаны – Еліме қарашы! Ежелден ер деген, Даңқымыз шықты ғой, Намысын бермеген, Қазағым мықты ғой! Қайырма: Менің елім, менің елім, Гүлің болып егілемін, Жырың болып төгілемін, елім! Туған жерім менің — Қазақстаным! Ұрпаққа жол ашқан, Кең байтақ жерім бар. Бірлігі жарасқан, Тәуелсіз елім бар. Қарсы алған уақытты, Мәңгілік досындай. Біздің ел бақытты, Біздің ел осындай! Қайырмасы | ،التىن ءكۇن اسپانى ،التىن ءدان دالاسى – ءەرلىكتىڭ داستانى .ءەلىمە قاراشى ،ەجەلدەن ەر دەگەن ،داڭقىمىز شىقتى عوي ،نامىسىن بەرمەگەن !قازاعىم مىقتى عوي :قايىرماسى ،ءمەنىڭ ءەلىم، ءمەنىڭ ءەلىم ،ءگۇلىڭ بولىپ ءەگىلەمىن !جىرىڭ بولىپ ءتوگىلەمىن، ءەلىم !تۋعان ءجەرىم ءمەنىڭ — قازاقستانىم ،ۇرپاققا جول اشقان .كەڭ بايتاق ءجەرىم بار ،ءبىرلىگى جاراسقان .ءتاۋەلسىز ءەلىم بار ،قارسى العان ۋاقىتتى .ءماڭگىلىك دوسىنداي ،ءبىزدىڭ ەل باقىتتى !ءبىزدىڭ ەل وسىنداي قايىرماسى | [ɑ̝ɫ̪.ˈt̪ə̃ŋ‿kʏ̞̃n̪ ɑ̝s̪.pɑ̝̃.ˈn̪ə ǀ] [ɑ̝ɫ̪.ˈt̪ə̃n̪‿d̪æ̝̃n̪ d̪ɑ̝.ɫ̪ɑ̝.ˈs̪ə ǀ] [je̘r̪.l̪ɪ̞k.ˈt̪ɪ̞̃ŋ d̪ɑ̝s̪.t̪ɑ̝̃.ˈn̪ə ǀ] [je̘.l̪ɪ̞̃.ˈmʲe̘ qɑ̝.ˈr̪ɑ̝.ʃə ǁ] [je̘.ʒʲe̘l̪ʲ.ˈd̪ʲẽ̘n̪ je̘r̪ d̪ʲe̘.ˈɡʲẽ̘n̪ ǀ] [d̪ɑ̝̃ɴ.qə̃.ˈməz̪ ʃəq.ˈt̪ə ʁo̞j ǁ] [n̪ɑ̝̃.mə.ˈs̪ə̃n̪ bʲe̘r̪.mʲe̘.ˈɡʲẽ̘n̪ ǀ] [qɑ̝.z̪ɑ̝.ˈʁə̃m məq.ˈt̪ə ʁo̞j ǁ] [qɑ̝.jər̪.ˈmɑ̝] [mʲẽ̘.ˈn̪ɪ̞̃ŋ̟ je̘.ˈl̪ɪ̞̃m ǀ mʲẽ̘.ˈn̪ɪ̞̃ŋ̟ je̘.ˈl̪ɪ̞̃m ǀ] [ɡʏ̞.ˈl̪ʏ̞̃ŋ bo̞.ˈɫ̪ʊp ǀ je̘.ɣɪ̞.ˈl̪ʲẽ̘.mɪ̞̃n̪ ǀ] [ʒə.ˈr̪ə̃ŋ bo̞.ˈɫ̪ʊp t̪ɵ.ɣʏ̞.ˈl̪ʲẽ̘.mɪ̞̃n̪ ǀ je̘.ˈl̪ɪ̞̃m ǁ] [t̪u.ˈʁɑ̝̃n̪ ʒʲe̘.ˈr̪ɪ̞̃m mʲẽ̘.ˈn̪ɪ̞̃ŋ̟ ǀ qɑ̝.z̪ɑ̝.q(χə)s̪.t̪ɑ̝̃.ˈn̪ə̃m ǁ] [o̙r̪.pɑ̝q̚.ˈqɑ̝ ʒo̞ɫ̪ ɑ̝ʃ.ˈqɑ̝̃n̪ ǀ] [kʲẽ̘m‿bɑ̝j.ˈt̪ɑ̝q ʒʲe̘.ˈr̪ɪ̞̃m bɑ̝r̪ ǁ] [bɪ̞r̪.l̪ɪ̞.ˈɣɪ̞ ʒɑ̝.r̪ɑ̝s̪.ˈqɑ̝̃n̪ ǀ] [t̪æ̝.β̞ʲe̘l̪ʲ.ˈs̪ɪ̞z̪ je̘.ˈl̪ɪ̞̃m bɑ̝r̪ ǁ] [qɑ̝r̪s̪‿ɑ̝ʟ̠.ˈʁɑ̝̃n̪ wɑ̝.χət̪̚.ˈt̪ə ǀ] [mæ̝̃ŋ.gɪ̞.ˈl̪ɪ̞k d̪o̞.ˈs̪ʊ̃n̪.d̪ɑ̝j ǁ] [bɪ̞z̪.ˈd̪ɪ̞̃ŋ̟ je̘l̪ʲ bɑ̝.χət̪̚.ˈt̪ə ǀ] [bɪ̞z̪.ˈd̪ɪ̞̃ŋ̟ je̘l̪ʲ wo̙.ˈs̪ʊ̃n̪.d̪ɑj ǁ] [qɑ̝.jər̪.mɑ̝.ˈs̪ə] |

### Alte versiuni neoficiale și traducere
| Traducere în română | Limba rusă |
| --- | --- |
| Stea aurie în ceruri, Sămânță aurie în stepă, Legendă a curajului- Este țara mea. În vechea antichitate S-a născut gloria noastră. Mândru și puternic Este poporul meu kazah. Refren: Patria mea, patria mea, Precum îți crește florile, Așa îți voi cânta cântecul, patrie! Pământul meu natal – Kazahstan! Am o întindere fără margini Și o cale deschisă în viitor. Am un popor unit Și indipendent. Ca un prieten vechi Fericitul nostru pământ, Fericitul nostu popor, Salută vremurile noi. Refren | Солнца свет в небесах, Урожай на полях, Песнь о смелых сынах Прославляют в веках! Слава нашей земли С давних пор на устах. Как ты горд и силён, Мой родной Казахстан! Припев: Край мой родной! Мой народ со мной! В поле цветок, взращенный тобой. Песня звенит на устах народа: Родина — свобода — вечный Казахстан! Все пути предо мной Распахнул шар земной, И сплочённый народ В светлый путь нас зовёт. Кровных уз и добра, Счастья нового дня – Ты, отчизна моя, Всё дала мне сполна! Припев |

## Media
| (audio)                                            | \| Versiune vocală (info) \| \| Primele două strofe ale imnului național \| \| Probleme în audiția fișierelor? Vezi ajutor media. \| |
| Versiune vocală (info)                             | |
| Primele două strofe ale imnului național           | |
| Probleme în audiția fișierelor? Vezi ajutor media. | |